# Бандунг (напиток)
Бандунг (индон. и малайск. Sirap bandung, англ. iced bandung) — сладкий напиток, популярный в Малайзии. Готовится из разведённого сгущённого молока и розового сиропа. Подаётся холодным.
Слово «бандунг» означает на малайском и индонезийском языках «смешанный» или «парный» (в данном случае имеется в виду смесь двух основных ингредиентов: молока и розового сиропа; тем же словом обозначаются, например, популярное блюдо из риса с гарниром и дуплекс — двухквартирный дом), и не имеет прямого отношения к индонезийскому городу Бандунг.
Бандунг, по всей видимости, происходит от напитка фалуда, распространённого в Индии и Южной Азии. Бандунг — популярный напиток в Малайзии, особенно среди собственно малайцев, которые, будучи мусульманами, не употребляют алкогольные напитки. Исторически бандунг часто подавали во время ифтара в месяц Рамадан или на свадьбах, в сочетании с такими традиционными блюдами, как ренданг и бирьяни. Хотя эти традиции сохраняются и сегодня, в наше время употребление и сервировка бандунга, особенно в Сингапуре, приблизились к европейским молочным коктейлям и смузи, а также к баббл-чаю: его продают в кафе быстрого питания в стеклянных или пластиковых стаканах, снабдив трубочкой и добавив лёд. В местных кафе можно встретить газированный бандунг, бандунг с травяным желе, бандунг, украшенный шариком мороженого. Готовый бандунг в «пивных» банках или пластиковых бутылках продаётся в местных супермаркетах.
Напитки, до некоторой степени сходные с бандунгом, также можно встретить в Индонезии.